# Hermann Wilhelm Rudolf Marloth
Hermann Wilhelm Rudolf Marloth ou somente Rudolf Marloth ( 28 de dezembro de 1855, Lübben, Alemanha - 15 de maio de 1931, Caledon, província do Cabo)  foi um botânico, farmacêutico e químico analítico sul-africano nascido na Alemanha.
Ficou conhecido por sua obra Flora of South Africa publicado em seis volumes ricamente ilustrados, entre 1913 e 1932.